# Båtsmanshättan

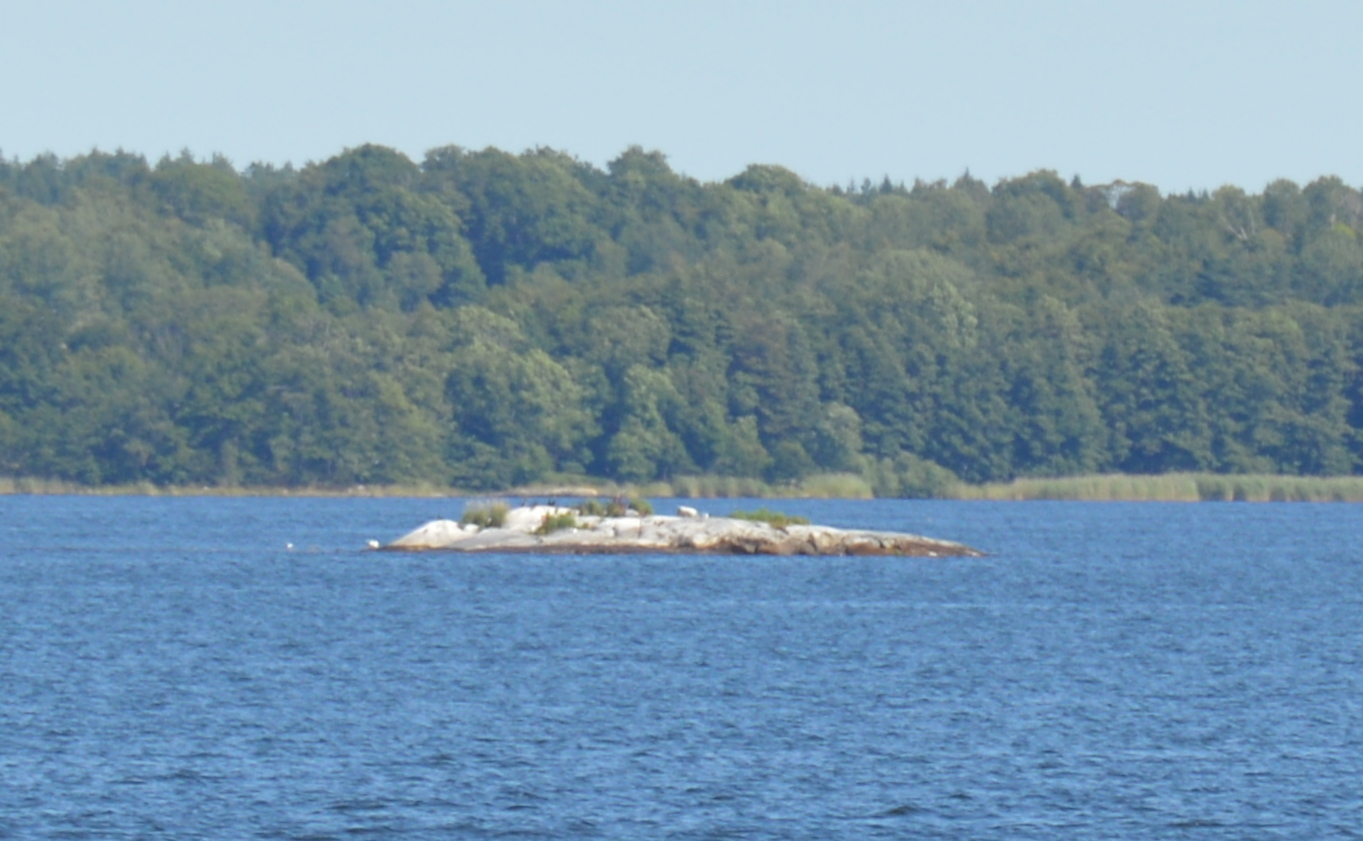
Båtsmanshättan

Båtsmanshättan ist eine kleine zu Schweden gehörende Schäre im Stockholmer Schärengarten.
Die unbewohnte Insel gehört zur Gemeinde Lidingö. Nordwestlich liegt die Insel Duvholmen, südöstlich Lilla Höggarn. Båtsmanshättan erstreckt sich von Nord nach Süd über etwa 40 Meter und von West nach Ost über etwa 30 Meter. Die Insel besteht aus einer sich nur wenig über die Wasserfläche erhebenden Felsformation und ist weitgehend kahl. Es besteht nur eine karge Vegetation.
Unweit der Insel führen die Fährrouten Stockholm-Turku und Stockholm-Mariehamn vorbei.